# Моррис, Дэниэл
Дэниэл Моррис (англ. Daniel Morris; род. 1962) — американский литературовед, литературный критик и поэт.
Окончил Северо-Западный университет со специализиацией по английской литературе и Бостонский университет со специализацией по литературному творчеству, защитил докторскую диссертацию по современной американской литературе в Университете Брандейса (1994). В 1992—1994 гг. преподавал в Гарвардском университете, с 1994 г. в Университете Пердью, с 2005 г. профессор.
Специалист, прежде всего, по американской поэзии XX и XXI веков, автор монографий о поэзии Уильяма Карлоса Уильямса и Луизы Глюк, сборника статей об Аллене Гроссмане и двух значительных сборников статей о разных авторах: «Заметные модернизмы: Новейшие американские авторы о современном искусстве» (англ. Remarkable Modernisms: Contemporary American Authors Write on Modern Art; 2002) и «Лирические стычки: Очерки об американской поэзии от Лазарус и Фроста до Ортис Кофер и Алекси» (англ. Lyric Encounters: Essays on American Poetry from Lazarus and Frost to Ortiz Cofer and Alexie; 2013). Кроме того, опубликовал сборник статей «После Виджи», посвящённый авторам еврейского происхождения в современной американской фотографии (англ. After Weegee: Essays on Contemporary Jewish American Photography; 2011), в котором критика особо выделяет острый полемический взгляд на творчество Рене Лейбовиц. Автор трёх книг стихов. Составитель и соредактор нескольких академических сборников, в том числе «Нью-йоркские публичные интеллектуалы и вокруг них» (англ. The New York Public Intellectuals and Beyond; 2008, с Этаном Гофманом). Президент Общества Уильяма Карлоса Уильямса.